# Gottlieb Lehmann
Gottlieb Peter Lehmann (* 10. April 1762 in Berlin; † 13. Juli 1824 in Münster) war ein preußischer Generalmajor.

## Leben

### Herkunft
Seine Eltern waren der Major im Feldartilleriekorps Johann Gottlieb Lehmann (* 4. Juni 1727; † 18. Oktober 1793) und dessen Ehefrau Christine Erdmute, geborene Bauer (* 1740).

### Militärkarriere
Lehmann kam am 27. September 1779 auf das Joachimsthaler Gymnasium in Berlin. Er folgte dann seinem Vater und kam am 4. Januar 1778 als Bombardier zum 2. Artillerie-Regiment. Dort wurde er am 1. März 1778 Unteroffizier und nahm 1778/79 am Bayrischen Erbfolgekrieg teil. 1780 wurde er zum Feuerwerker ernannt und avancierte am 8. Mai 1782 zum Sekondeleutnant. Während des Ersten Koalitionskrieges nahm Lehmann 1793 an der Belagerung von Mainz teil und kämpfte in den Gefechten bei Bingen am Rhein, Guntersheim und Herzogshand. Für seinen Einsatz bei Bingen erhielt er am 2. April 1793 den Orden Pour le Mérite. Am 13. Oktober 1797 kam Lehmann als Premierleutnant zum reitenden Artilleriebataillon und stieg am 14. Oktober 1800 zum Stabskapitän auf. Im Vierten Koalitionskrieg kämpfte er in der Schlacht bei Jena.
Nach dem Krieg kam er am 26. Februar 1809 als Kapitän und Kompaniechef zur Schlesischen Artillerie-Brigade. Dort folgte am 12. Oktober 1812 seine Beförderung zum Major und am 10. März 1813 die Versetzung zur mobilen Artillerie nach Schlesien. Während der Befreiungskriege kämpfte Lehmann bei Großgörschen, Bautzen, Kulm, Dresden, Leipzig, Laon, Paris, Ligny, Belle Alliance sowie dem Gefecht bei Hanau und der Belagerung von Avesnes. In der Zeit erhielt er am 19. Mai 1813 das Eiserne Kreuz II. Klasse und am 27. Juni 1813 das Eiserne Kreuz I. Klasse für Haynau. Am 22. Mai 1814 wurde er dann zum Kommandeur der Artillerie des II. Armeekorps ernannt.
Am 17. März 1815 erhielt er den Orden des Heiligen Wladimir IV. Klasse, bevor er am 21. April 1815 als Kommandeur der Artillerie zum I. Armeekorps versetzt wurde. Am 16. März 1816 wurde er dann als Kommandeur zur 6. Artillerie-Brigade (Magdeburgische) versetzt. Dazu erhielt Lehmann am 18. Juni 1816 den Roten Adlerorden III. Klasse sowie am 10. Dezember 1816 den Orden der Heiligen Anna II. Klasse. Am 18. Dezember 1823 wurde er zum Generalmajor befördert; dazu bekam er 1000 Taler Wartegeld und schied aus der Armee aus. Er starb am 13. Juli 1824 in Münster.

### Familie
Lehmann heiratete 1795 in Kesselstadt Marie Luise, die Tochter des Oberförsters Bauer. Das Paar hatte mehrere Kinder:
- Karoline Wilhelmine Erdmute (* 19. Dezember 1796)
- Emilie Luise (* 7. Juli 1799)
- Wilhelmine Friederike (* 17. Oktober 1800)
- Gottlieb Ernst Gustav (* 10. Juni 1803)
- Karl Ludwig (* 17. März 1807)